# Anna van der Breggen
Anna van der Breggen   (Zwolle, 18 d'abril de 1990) és una ciclista neerlandesa professional des del 2009 fins al 2021, quan es va retirar de la.competició i va esdevenir una de les directores de l'SD Worx, l'equip amb qui havia competit les darreres temporades. Tot i això, a mitjans de 2024 va anunciar que la temporada següent retornaria a la competició a les files del mateix equip i, en efecte, el febrer de 2025 tornà a competir professionalment.
Del seu palmarès destaca la medalla d'or a la prova en ruta, i el bronze a la prova en contrarellotge dels Jocs Olímpics de Rio i la de bronze a la prova en contrarellotge dels Jocs Olímpics de Tòquio. També ha obtingut diferents medalles als Campionats del Món en ruta, entre elles 2 campionats mundials en ruta i un en contrarellotge i ha guanyat proves molt prestigioses com el Giro d'Itàlia o la Fletxa Valona.

## Palmarès
- 2012
  -  Campiona d'Europa sub-23 en Contrarellotge
  - 1a al Tour de Bretanya i vencedora de 3 etapes
  - Vencedora d'una etapa al Tour féminin en Limousin
- 2013
  - 1a a l'Omloop van de IJsseldelta
- 2014
  - 1a a la Dwars door de Westhoek
  - 1a al Gran Premi Elsy Jacobs i vencedora d'una etapa
  - 1a al Ladies Tour of Norway i vencedora d'una etapa
  - 1a a l'Omloop van de IJsseldelta
  - Vencedora d'una etapa a la Volta a Bèlgica
- 2015
  -  Campiona dels Països Baixos en contrarellotge
  -  1a al Giro d'Itàlia i vencedora d'una etapa
  - 1a a la Fletxa Valona
  - 1a al Gran Premi Elsy Jacobs i vencedora d'una etapa
  - 1a a l'Omloop Het Nieuwsblad
  - 1a a La course by Le Tour de France
  - 1a a l'Open de Suède Vårgårda TTT
  - Vencedora de 2 etapes a l'Energiewacht Tour
  - Vencedora d'una etapa a la Volta a Bèlgica
- 2016
  -  Medalla d'or als Jocs Olímpics de Rio de Janeiro en la cursa en línia
  -  Medalla de bronze als Jocs Olímpics de Rio de Janeiro en la contrarellotge
  -  Campiona d'Europa en Ruta
  -  Campiona dels Països Baixos en contrarellotge
  - 1a a l'Omloop van de IJsseldelta
  - 1a a la Fletxa Valona
- 2017
  -  1a a l'UCI Women's WorldTour
  - 1a a l'Amstel Gold Race
  - 1a a la Fletxa Valona
  - 1a a la Lieja-Bastogne-Lieja
  - 1a a la Volta a Califòrnia
  -  1a al Giro d'Itàlia
  - 1a a l'Open de Suède Vårgårda TTT
  - Vencedora d'una etapa al Boels Ladies Tour
- 2018
  -  Campiona del Món en ruta
  - 1a a la Strade Bianche
  - 1r al Tour de Flandes
  - 1a a la Fletxa Valona
  - 1a a la Lieja-Bastogne-Lieja
  - 1a a la Durango-Durango Emakumeen Saria
  - Vencedor d'una etapa del Healthy Ageing Tour
- 2019
  - 1a a la Fletxa Valona
  - 1a a la Volta a Califòrnia i vencedora d'una etapa
  - 1a al Gran Premi de Plouay Bretagne
  - Vencedora d'una etapa al Giro d'Itàlia
- 2020
  -  Campiona del Món en ruta
  -  Campiona del món en contrarellotge
  -  Campiona d'Europa de contrarellotge
  -  Campiona dels Països Baixos en ruta
  -  1a al Giro d'Itàlia
  - 1a a la Setmana Ciclista Valenciana i vencedora d'una etapa
- 2021
  -  Campiona dels Països Baixos en contrarellotge
  -  Medalla de bronze als Jocs Olímpics de Tòquio en contrarellotge.
  - 1a a l'Omloop Het Nieuwsblad
  - 1a a la Fletxa Valona
  - 1a al Gran Premi Ciutat d'Eibar
  - 1a a la Durango-Durango Emakumeen Saria
  - 1a a la Volta a Burgos i vencedora d'una etapa
- 2025
  - Vencedora d'una etapa a La Vuelta Femenina

### Resultats a les Grans Voltes

#### Giro d'Itàlia
- 2009: abandona a la 4a etapa
- 2010: 43a posició
- 2011: 89a posició
- 2012: 22a posició
- 2014: 3a posició
- 2015:  Vencedora de la classificació general i vencedora de la 8a etapa
- 2016: 3a posició
- 2017:  Vencedora de la classificació general
- 2019:  2a posició i vencedora de la 9a etapa
- 2020:  Vencedora de la classificació general
- 2021:  Vencedora de la classificació general,  vencedora de la classificació per punts i vencedora de la 2a i 4 etapes
- 2025: 6a posició

#### Tour de França
- 2025: 11a posició

#### Volta a Espanya
- 2025: 3a posició. Vencedora de la 4a etapa i supercombativa